# カナダカモメ
カナダカモメ（カナダ鴎、学名:Larus thayeri）は、チドリ目カモメ科に分類される鳥類の一種である。

## 分布
カナダ北部、グリーンランド北西部で繁殖し、冬期はカナダからアメリカの太平洋側に渡り越冬する。
日本では迷鳥またはまれな冬鳥として、北海道、茨城県、神奈川県、千葉県、島根県で記録されている。千葉県銚子市では、毎年冬鳥として少数が渡来している。

## 形態
体長約58cm。翼開長約140cm。頭部は丸味がある。嘴は小さめで黄色。足は短く、ピンク色である。成鳥の背中や翼の上面は、淡い青灰色。成鳥夏羽は頭部から体の下面は白い。成鳥冬羽は頭部から胸にかけてぼんやりとした灰褐色の斑がある。雌雄同色である。
形態的にはアイスランドカモメに近く分布地も一部重なっているため、本種をアイスランドカモメの一亜種とする説もある。

## 生態
非繁殖期は、海岸や港湾に生息する。あまり外洋には出ない。

## 類似種と識別点
セグロカモメとよく似ているが、本種の方がやや体が小さく足が短い。また、翼の下面がほとんど白色で、上面の黒色部分も小さいことから区別できる。
ただし、野外での識別はなかなか困難である。